# Entelopes glauca
Entelopes glauca là một loài bọ cánh cứng trong họ Cerambycidae.